# Parque natural de Migliarino, San Rossore, Massaciuccoli
El Parque Natural de Migliarino, San Rossore, Massaciuccoli es una área natural protegida en Toscana, Italia, establecida el 13 de diciembre de 1979.
El territorio del parque se extiende a lo largo de la franja costera de las provincias de Pisa y Lucca, incluidos los municipios de Pisa, Viareggio, San Giuliano Terme, Vecchiano, Massarosa y protege más de 23.000 hectáreas en total. También incluye el lago Massaciuccoli, las desembocaduras de los ríos Serchio, Arno y el "Fiume Morto", la antigua finca presidencial de San Rossore, los bosques de Tombolo, Migliarino y Macchia Lucchese, y gestiona el área marina protegida Secche della Meloria.
En 2005 obtuvo el diploma europeo de espacios protegidos. Dentro del parque se encuentra la Base de Entrenamiento de Incursores (BAI) del Ejército Italiano.

## Descripción geográfica
El parque está dividido en algunas áreas principales. Macchia Lucchese es la franja boscosa del norte, encerrada entre Viareggio, Torre del Lago Puccini y la costa. 
El área de Massaciuccoli incluye el lago y la zona pantanosa que lo rodea.
La Fattoria di Vecchiano y la Fattoria di Massaciuccoli son, en cambio, las vastas áreas de recuperación extraídas del lago, respectivamente en el Municipio de Vecchiano y en el Municipio de Massarosa. Las dos áreas se diferencian de las bombas de achique que las gestionan.
Continuando por la costa se encuentran las importantes haciendas de Migliarino, San Rossore, Tombolo y Coltano, en parte dedicadas a la agricultura y en parte a la forestación.
Las áreas de gestión del parque se completan con los bajos de Meloria, un importante sistema de bajos, con dos afloramientos rocosos, dotados de fondos de importante valor naturalístico.

## Flora
Presenta diversos tipos de ambientes naturales. La zona boscosa es predominante, de hecho un tercio de la superficie del Parque está cubierta por bosques y cuenta con álamos, alisos, fresnos, encinas y pinos ( pino piñonero y pino marítimo ). Además también hay zonas de dunas y marismas. En estos ambientes hay una flora rara (rocío de sol, periploche, osmunda, hibisco rosa).

## Fauna

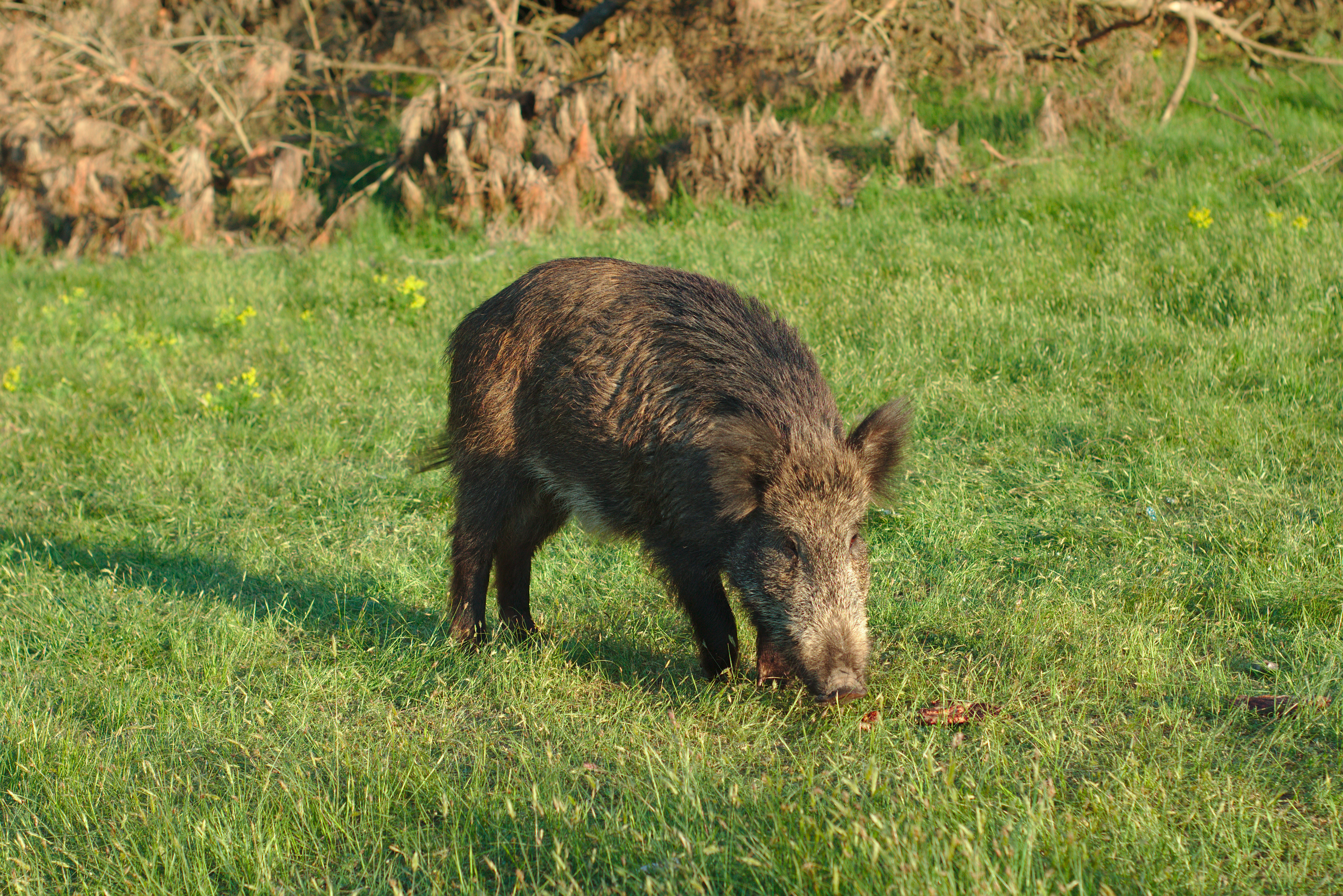
Un jabalí en La Sterpaia

La fauna incluye una rica variedad de aves (oasis LIPU del parque), entre ellas: el ánade real, las ardeidas (la garza real, la garza blanca y la garceta común ), limícolas, gaviotas, patos y cormoranes. También están presentes el ratonero, la cigüeñuela, el abejaruco y la gallineta. En el bosque es fácil encontrar especies de pájaros carpinteros verde y rojo. Es un área de anidamiento para el refectorio .Hay una presencia notable de anfibios y reptiles, entre ellos la víbora. Se encuentran casi todos los peces de agua dulce típicos de las llanuras italianas (carpa, lucio, tenca), así como los peces que remontan los ríos desde el mar como la anguila y el salmonete. Estos últimos también ingresan al lago Massaciuccoli. 
Es importante mencionar la presencia del camarón rojo de Luisiana, también llamado camarón asesino, que se propagó desde el lago hasta la ciénaga y posteriormente a todos los ambientes húmedos, no solo a los aledaños al parque.
En el parque también hay varios mamíferos medianos y pequeños, entre los que destacan el gamo, el jabalí, el conejo de monte y el zorro colorado. La presencia del lobo ha sido confirmada desde hace algunos años.

## Accesos

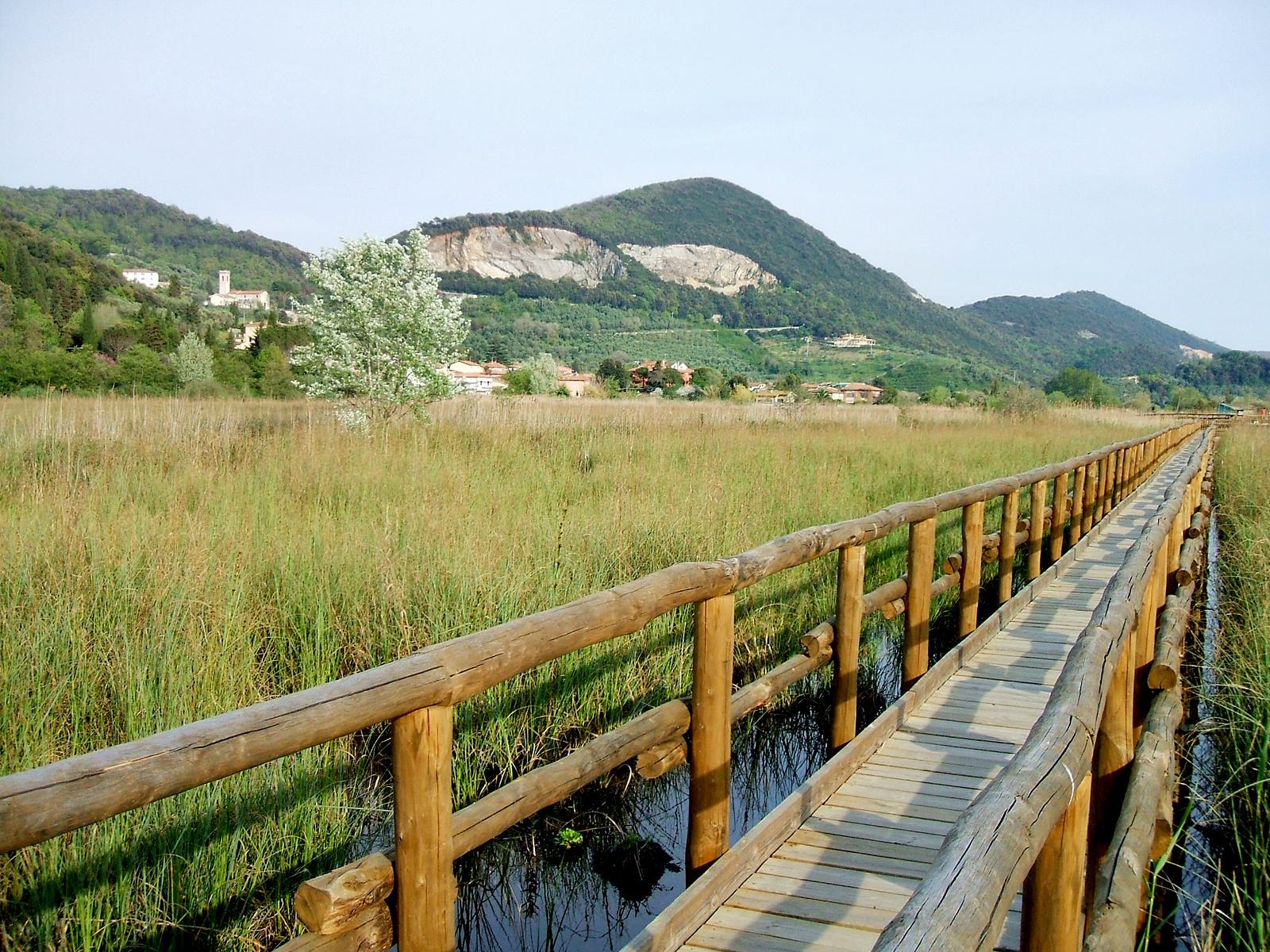
El pantano del lago de Massaciuccoli

La antigua finca presidencial de San Rossore está abierta al público todos los días en el área entre Cascine Vecchie y La Sterpaia. El resto, excepto la parte costera, es accesible de forma gratuita los domingos y festivos, mientras que de martes a viernes se puede acceder pagando la entrada o abono anual. Para visitas guiadas todos los días es posible contactar con el Centro de Visitantes y acceder con un guía. El acceso a las áreas internas está permitido a pie, a caballo y en bicicleta. También se realizan visitas guiadas en pequeños trenes, caballos y carruajes.
La Macchia Lucchese, el lago Massaciuccoli, la hacienda Coltano y parte de las haciendas Migliarino y Tombolo se pueden visitar libremente. El lago Massaciuccoli también se puede visitar en barco.

## Artículos relacionados
- Lago Massaciuccoli

## Otros proyectos
- Wikimedia Commons alberga una categoría multimedia sobre Parque natural de Migliarino, San Rossore, Massaciuccoli.

- Datos: Q427946
- Multimedia: Migliarino, San Rossore, Massaciuccoli Natural Park / Q427946